# Казадаев, Владимир Александрович
Владимир Александрович Казадаев (1808—1888) — российский государственный  деятель; камергер (1847), действительный статский советник (1850).

## Биография
Родился в семье чиновника, будущего тайного советника и сенатора  А. В. Казадаева и Надежды Петровны урождённой Резвой, сестры петербургского городского головы Н. П. Резвого; брат — генерал-майор  П. А. Казадаев.
В службе в офицерском чине по квартирмейстерской части с 1823 года. С 1826 года  прапорщиком прикомандирован к Гвардейскому Генеральному штабу. С 1828 года участник Русско-турецкой войны в составе Егерского 37-го полка, был ранен. За отвагу в этой компании награждён орденом Святого Владимира 4-й степени с мечами и бантом.
В 1829 году за отличие произведён в подпоручики.
С 1830 года участник Польской компании, был награждён Золотой полусаблей «За храбрость». В 1831 году за отличие произведён в поручики.
С 1833 года на гражданской службе с определением в Департамент особых поручений , с 1838 года причислен к  Почтовому департаменту Министерства внутренних дел. В 1839 году произведён в надворные советники, в 1841 году в коллежские советники. В 1846 году произведён в статские советники, почт-директор Восточной Сибири.
В 1847 году пожалован в камергеры Императорского двора.
С 4 апреля по 10 октября 1850 года  Тульский губернатор. С 15 апреля 1850 года действительный статский советник.
С 21 октября 1850 года Курский губернатор.
С 1858 года в отставке.